# Hans Jakob (calciatore)
Hans Jakob (Monaco di Baviera, 16 giugno 1908 – Ratisbona, 23 marzo 1994) è stato un calciatore tedesco, di ruolo portiere.